# Patinage de vitesse sur piste courte aux Jeux olympiques de 2014 - 500 mètres hommes
Navigation
Vancouver 2010 Pyeongchang 2018
L'épreuve masculine de 500 mètres de patinage de vitesse sur piste courte (ou short-track) aux Jeux olympiques de 2014 a lieu le 18 février 2014 (qualifications) et le 21 février 2014 (quarts de finale, demi-finales et finale) au Centre de patinage artistique Iceberg. Le Russe Viktor Ahn remporte l'épreuve devant le Chinois Wu Dajing et le Canadien Charle Cournoyer.

## Résultats

### Tours préliminaires

#### Séries
Q — qualifié pour les quarts de finale
ADV — avancé
PEN — pénalité
| Rang | Série | Athlète                | Nationalité     | Temps          | Notes |
| ---- | ----- | ---------------------- | --------------- | -------------- | ----- |
| 1    | 1     | Park Se-yeong          | Corée du Sud    | 41 s 566       | Q     |
| 2    | 1     | Satoshi Sakashita      | Japon           | 41 s 629       | Q     |
| 3    | 1     | Vladislav Bykanov      | Israël          | 41 s 769       |       |
| 4    | 1     | Pierre Boda            | Australie       | 42 s 702       |       |
| 1    | 2     | Charle Cournoyer       | Canada          | 41 s 180       | Q     |
| 2    | 2     | Freek van der Wart     | Pays-Bas        | 41 s 190       | Q     |
| 3    | 2     | Sándor Liu Shaolin     | Hongrie         | 41 s 683       |       |
| 4    | 2     | Anthony Lobello        | Italie          | 42 s 133       |       |
| 1    | 3     | Liang Wenhao           | Chine           | 41 s 647       | Q     |
| 2    | 3     | Lee Han-Bin            | Corée du Sud    | 41 s 982       | Q     |
| 3    | 3     | Yuri Confortola        | Italie          | 42 s 042       |       |
| 4    | 3     | Eduardo Alvarez        | États-Unis      | 1 min 15 s 108 |       |
| 1    | 4     | Han Tianyu             | Chine           | 41 s 592       | Q     |
| 2    | 4     | Vladimir Grigorev      | Russie          | 41 s 883       | Q     |
| 3    | 4     | Sébastien Lepape       | France          | 42 s 167       |       |
| 4    | 4     | Jack Whelbourne        | Grande-Bretagne | 42 s 513       |       |
| 1    | 5     | Viktor Ahn             | Russie          | 41 s 450       | Q     |
| 2    | 5     | Jon Eley               | Grande-Bretagne | 41 s 554       | Q     |
| 3    | 5     | Aidar Bekzhanov        | Kazakhstan      | 41 s 800       |       |
| 4    | 5     | Jordan Malone          | États-Unis      | 42 s 533       |       |
| 1    | 6     | Wu Dajing              | Chine           | 41 s 712       | Q     |
| 2    | 6     | Viktor Knoch           | Hongrie         | 42 s 261       | Q     |
| 3    | 6     | Niels Kerstholt        | Pays-Bas        | 42 s 441       |       |
| 4    | 6     | Nurbergen Zhumagaziyev | Kazakhstan      | 42 s 680       |       |
| 1    | 7     | Olivier Jean           | Canada          | 41 s 616       | Q     |
| 2    | 7     | J, R, Celski           | États-Unis      | 41 s 717       | Q     |
| 3    | 7     | Mackenzie Blackburn    | Taipei chinois  | 42 s 337       |       |
| 4    | 7     | Thibaut Fauconnet      | France          | 42 s 368       |       |
| 1    | 8     | Sjinkie Knegt          | Pays-Bas        | 41 s 235       | Q     |
| 2    | 8     | Semen Elistratov       | Russie          | 41 s 355       | Q     |
| 3    | 8     | Robert Seifert         | Allemagne       | 41 s 624       |       |
| 4    | 8     | Charles Hamelin        | Canada          | 1 min 18 s 871 |       |

#### Quarts de finale
Q — qualifié pour les demi-finales
ADV — avancé
PEN — pénalité
| Rang | Quart de finale | Athlète            | Nationalité     | Temps          | Notes |
| ---- | --------------- | ------------------ | --------------- | -------------- | ----- |
| 1    | 1               | Sjinkie Knegt      | Pays-Bas        | 41 s 683       | Q     |
| 2    | 1               | Liang Wenhao       | Chine           | 41 s 817       | Q     |
| 3    | 1               | Viktor Knoch       | Hongrie         | 42 s 043       |       |
| 4    | 1               | Semen Elistratov   | Russie          |                | PEN   |
| 1    | 2               | Han Tianyu         | Chine           | 41 s 390       | Q     |
| 2    | 2               | J, R, Celski       | États-Unis      | 53 s 178       | Q     |
| 3    | 2               | Satoshi Sakashita  | Japon           | 59 s 249       | ADV   |
|      | 2               | Park Se-yeong      | Corée du Sud    |                | PEN   |
| 1    | 3               | Wu Dajing          | Chine           | 41 s 056       | Q     |
| 2    | 3               | Charle Cournoyer   | Canada          | 41 s 060       | Q     |
| 3    | 3               | Freek van der Wart | Pays-Bas        | 1 min 01 s 371 |       |
|      | 3               | Vladimir Grigorev  | Russie          |                | PEN   |
| 1    | 4               | Viktor Ahn         | Russie          | 41 s 257       | Q     |
| 2    | 4               | Jon Eley           | Grande-Bretagne | 41 s 337       | Q     |
| 3    | 4               | Lee Han-Bin        | Corée du Sud    | 41 s 471       |       |
| 4    | 4               | Olivier Jean       | Canada          | 41 s 760       |       |

#### Demi-finales
QA — qualifié pour la finale A
QB — qualifié pour la finale B
ADV — avancé
PEN — pénalité
| Rang | Demi-finale | Athlète           | Nationalité     | Temps    | Notes |
| ---- | ----------- | ----------------- | --------------- | -------- | ----- |
| 1    | 1           | Wu Dajing         | Chine           | 40 s 846 | QA    |
| 2    | 1           | Charle Cournoyer  | Canada          | 40 s 945 | QA    |
| 3    | 1           | Han Tianyu        | Chine           | 41 s 151 | QB    |
| 4    | 1           | J, R, Celski      | États-Unis      | 41 s 152 | QB    |
| 5    | 1           | Satoshi Sakashita | Japon           | 41 s 661 |       |
| 1    | 2           | Viktor Ahn        | Russie          | 41 s 063 | QA    |
| 2    | 2           | Liang Wenhao      | Chine           | 41 s 221 | QA    |
| 3    | 2           | Sjinkie Knegt     | Pays-Bas        | 41 s 290 | QB    |
| 4    | 2           | Jon Eley          | Grande-Bretagne | 41 s 441 | QB    |

### Finales

#### Finale A
La finale A désigne les médaillés.
| Rang                                | Athlète          | Nationalité | Temps          | Notes |
| ----------------------------------- | ---------------- | ----------- | -------------- | ----- |
| Médaille d'or, Jeux olympiques      | Viktor Ahn       | Russie      | 41 s 312       |       |
| Médaille d'argent, Jeux olympiques  | Wu Dajing        | Chine       | 41 s 516       |       |
| Médaille de bronze, Jeux olympiques | Charle Cournoyer | Canada      | 41 s 617       |       |
| 4                                   | Liang Wenhao     | Chine       | 1 min 13 s 590 |       |

#### Finale B
La finale B attribue les places 5 à 8.
| Rang | Athlète       | Nationalité     | Temps    | Notes |
| ---- | ------------- | --------------- | -------- | ----- |
| 1    | Han Tianyu    | Chine           | 41 s 534 |       |
| 2    | J, R, Celski  | États-Unis      | 41 s 786 |       |
| 3    | Jon Eley      | Grande-Bretagne | 41 s 870 |       |
| 4    | Sjinkie Knegt | Pays-Bas        | 42 s 608 |       |